# Grad Poreč
Grad Poreč är en stad i Kroatien.   Den ligger i länet Istrien, i den västra delen av landet, 190 km väster om huvudstaden Zagreb.
Följande samhällen finns i Grad Poreč:
- Poreč
- Tar